# Palazzo Bazzani
Il palazzo Bazzani, detto anche  palazzo della Cassa di Risparmio, è un edificio del centro storico Ascoli Piceno, ubicato in corso Giuseppe Mazzini.

## Storia
Progettato da Cesare Bazzani, architetto che realizzò molte opere pubbliche nel centro Italia durante il ventennio, fu costruito tra il 1912 e il 1915 a seguito della demolizione del complesso monastico delle Benedettine di Sant’Onofrio, di cui si sono conservate nella facciata posteriore tre trifore gotiche.

## Architettura
L’imponente struttura è caratterizzata esternamente da elementi architettonici e decorativi che rielaborano la tradizionali forme rinascimentali, con materiali di travertino e cemento armato che scandiscono gli spazi e movimentano le linee.
L’interno, si presenta con un monumentale salone delle Adunanze, con atrio colonnato e soffitto ligneo a cassettoni, realizzato tra il 1560 e il 1567 dall’ebanista fiammingo Antonio Moys d’Anversa che la nobile famiglia Alvitreti fece recuperare dal preesistente edificio monastico.